# Östlig krukmakargeting
Östlig krukmakargeting (Eumenes coarctatus) är en stekelart som först beskrevs av Carl von Linné 1758. Enligt Catalogue of Life ingår östlig krukmakargeting i släktet krukmakargetingar och familjen Eumenidae, men enligt Dyntaxa är tillhörigheten istället släktet krukmakargetingar och familjen getingar. Enligt den finländska rödlistan är arten nära hotad i Finland. Arten är reproducerande i Sverige. Artens livsmiljö är åsmoskogar.

## Underarter
Arten delas in i följande underarter:
- E. c. lunulatus
- E. c. maroccanus
- E. c. nuragicuss
- E. c. turaniformis
- E. c. dernaensis
- E. c. limissicus
- E. c. ordubadensis

## Bildgalleri

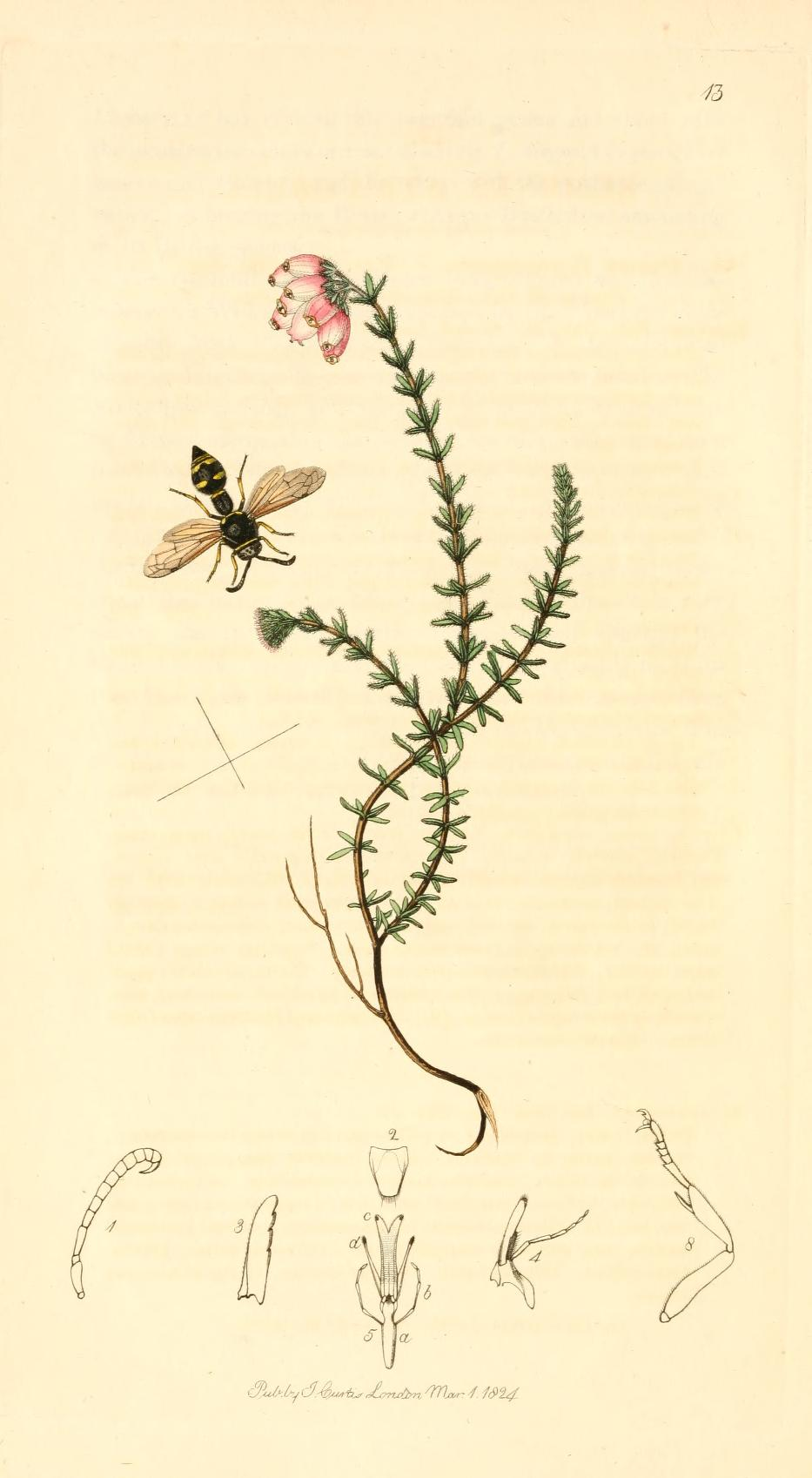
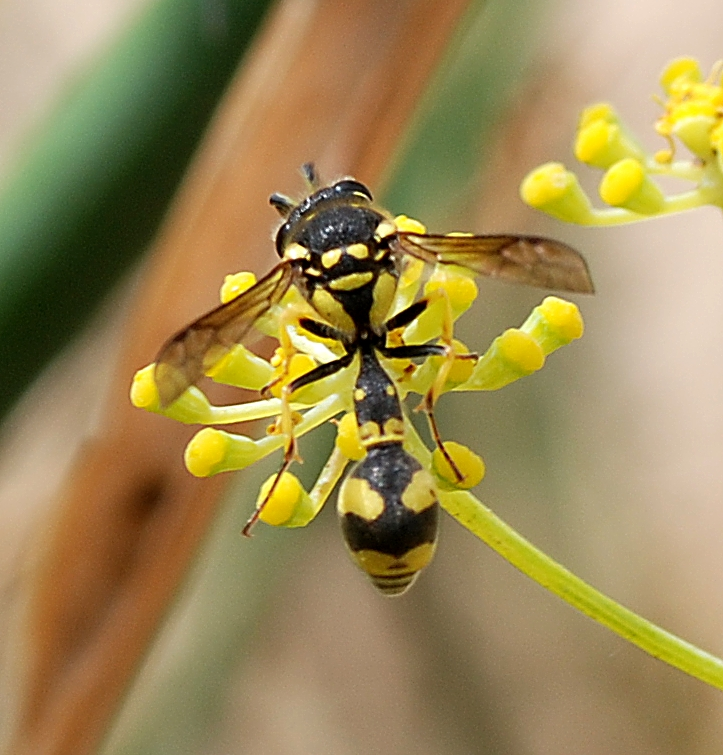
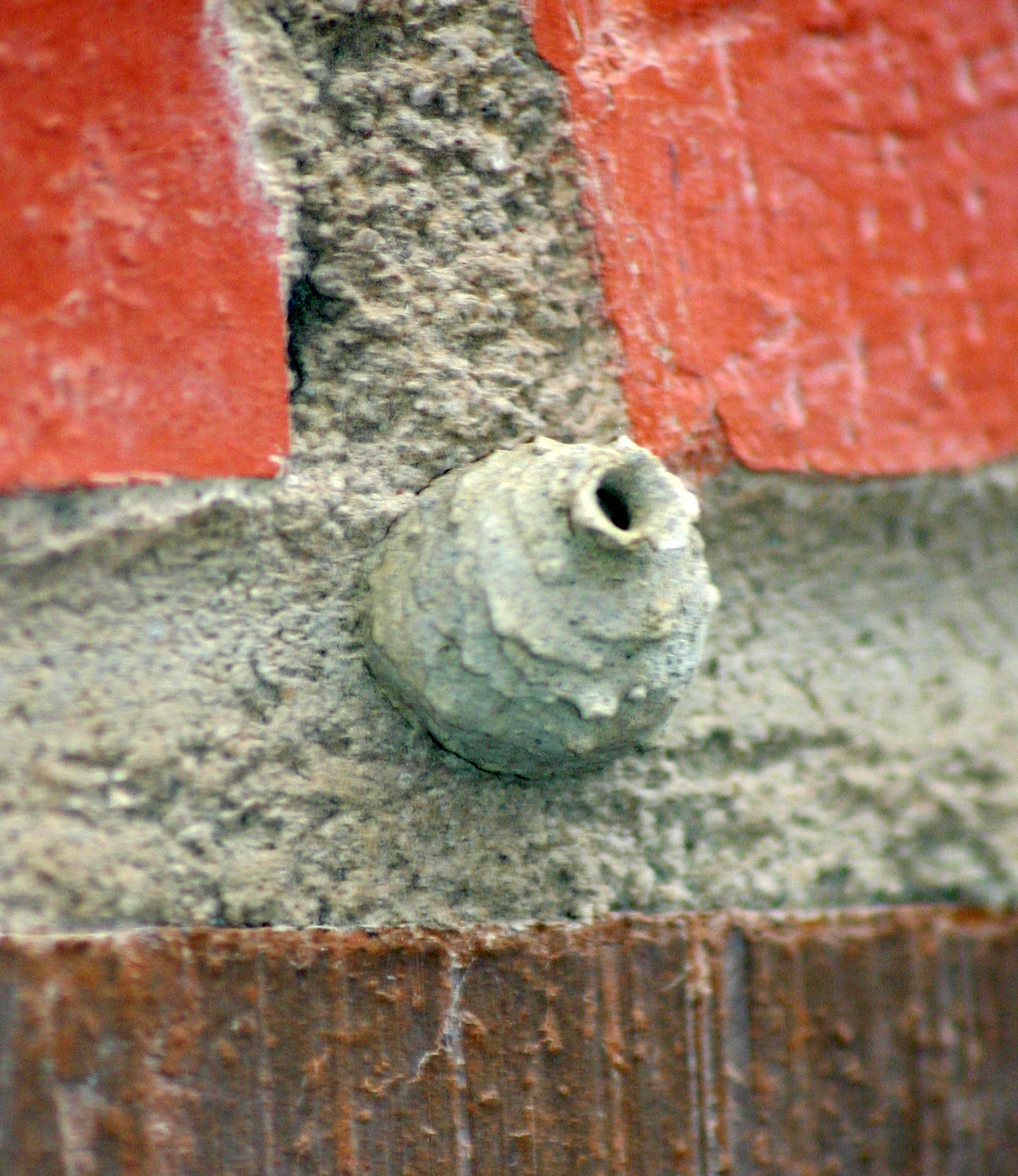